# فرهاد خسروخاور
فرهاد خسروخاور مدرس عالی مطالعات اجتماعی پاریس و دکترای جامعه‌شناس ایرانی است.

## زندگی

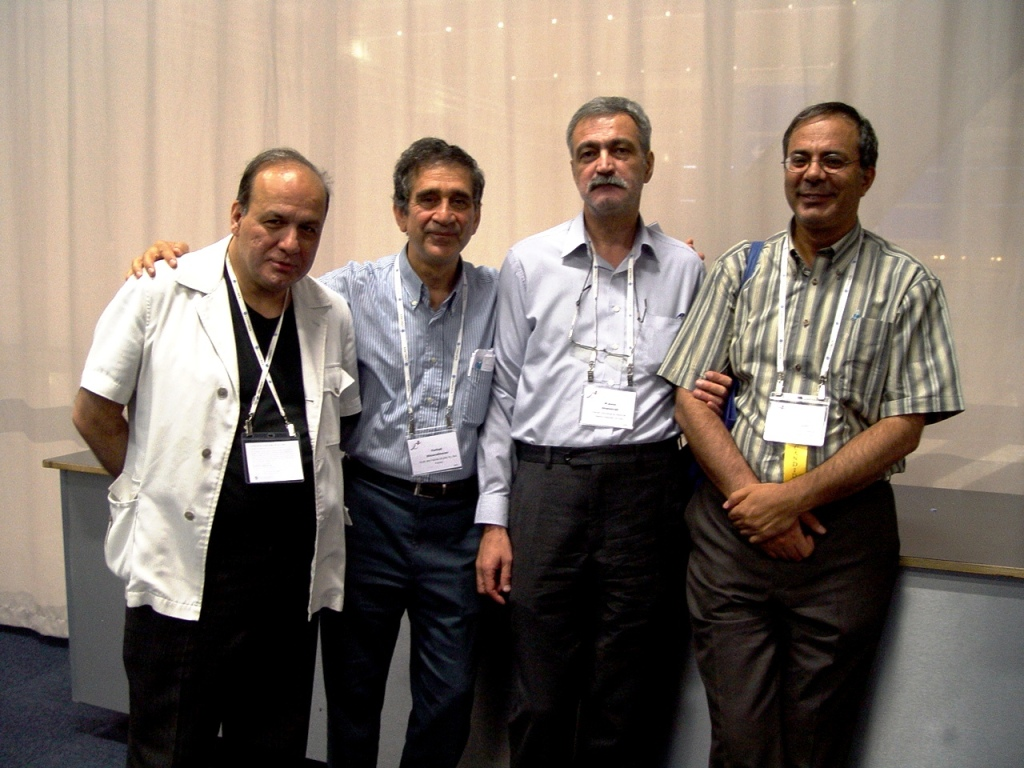
همایش انجمن بین‌المللی جامعه‌شناسی، گوتنبرگ، سوئد، ژوئیهٔ ۲۰۱۰، از چپ به راست: ناصر فکوهی، فرهاد خسرو خاور، محمدامین قانعی‌راد، حسین سراج زاده

خسروخاور در دبیرستان رازی در تهران دیپلم گرفت، سپس به جنوب فرانسه در شهر مونپلیه برای ادامه تحصیل سفر کرد. در این شهر با میشل هانری آشنا شد و او بود که خسروخاور را به حوزه فلسفه کشاند، همزمان با آموزش فلسفه، لیسانس ریاضیاتش را گرفت و سپس دکترای فلسفه را به پایان رساند. پس از پایان تحصیلات فلسفی، با آلن تورن آشنا شد و به جامعه‌شناسی روی آورد و دکترای جامعه‌شناسی را در سال‌های نزدیک به انقلاب، به پایان رساند و با دو دکترا به ایران بازگشت و تا سال ۹۰ و ۹۱ در ایران ماند و مدتی در دانشگاه بوعلی در شهر همدان تدریس می‌کرد. او نویسنده کتاب و مقالات متعددی در زمینه‌های جامعه‌شناسی است. فرهاد خسروخاور اکنون ساکن و شهروند فرانسه است.